# 迷失誘罪
《迷失誘罪》（韓語：배니싱 트윈）為2000年韓國劇情電影，於2000年9月23日上映，片長93分鐘，由尹太勇執導，Y2 Cinema出品及製作，Film Bank發行，池秀媛、具弼祐主演。
韓國於2020年6月29日在網上推出高清修復版下載。

## 劇情
故事講述年輕少婦裕真某天接獲她的攣生姐姐即將在美國回國的消息，心裡非常興奮，怎料，只有她的姐夫回來，當裕真問她的姐姐去了哪裡時，姐夫說她的姐姐已自殺死了。傷心的裕真不能接受姐姐已死去的事實，並時常夢到自己少女時與姐姐在溫室裡的快樂日子。
在朋友京花的介紹下，裕真認識了一個網名與姐姐一樣的網友，名叫Art Lover，她好奇地相約了這名男子出來會面，並發現這個名叫Art Lover的神秘男子原來與她的姐姐有耐人尋味的關係，當裕真越想去追查他們二人之間的秘密時，她卻同時與這個神秘男子漸漸發展出耐人尋味的關係。
Art Lover想誘惑裕真，但是溫婉的裕真礙於自己是有夫之婦的身份拒絕了他。
就在這時候，裕真發現自己的丈夫出軌，之後，她再次找Art Lover，最後並得知「姐姐」根本不存在，所謂的「姐姐」就是她自己。
某天，Art Lover相約在裕真的傢俬店見面，兩人互生情愫，並情不自禁地在傢俬店裡的床上興高采烈地做愛，最後Art Lover離開時，裕真微笑地向他告別，並露出從未顯現的笑容。
片末，裕真與家人在郊外野餐時被自己的女兒發現Art Lover留給她的字條，並借意叫女兒買雪糕瞞混過去，裕真看了字條後再次露出從未顯現的笑容，當裕真沉醉於與Art Lover的戀情中，忽然丈夫的一聲「老婆」把她帶回現實，並對丈夫露出蔑視的樣子，全片到此完結。

## 演員陣容
| 角色名稱          | 演員   | 備註                                                       |
| ----------------- | ------ | ---------------------------------------------------------- |
| 裕 真             | 池秀媛 | 20代後半家庭主婦，後與Art Lover發生關係                    |
| Art Lover／韓東日 | 具弼祐 | 本名韓東日。知道裕真兩姊妹秘密的神秘男子，後與裕真發生關係 |
| 金振虎            | 金明秀 | 裕真的姐夫                                                 |
| 明 植             | 申賢柱 | 裕真的丈夫，與景熙有婚外情                                 |
| 京 花             | 林志恩 | 本名韓京花。裕真的好友                                     |
| 景 熙             | 朴仁瑞 | 裕真的朋友，明植的外遇對象                                 |
| 承 真             | 金珠熙 | 裕真的姐姐                                                 |
| 年輕裕真          | 金仁敬 |                                                            |
| 民 智             | 崔智恩 | 裕真的女兒                                                 |
| 男1               | 許宗秀 | 與裕真和Art Lover在大街上展開追逐的警察                    |
| 男2               | 李政用 | 與裕真和Art Lover在大街上展開追逐的警察                    |
| 少年              | 徐道鎮 | 在溫室裡與女管家發生關係的少年                             |
| 女管家            | 張明姬 | 在溫室裡與少年發生關係的女管家                             |
|                   | 李武榮 | 友情演出                                                   |

## 製作
本片在2000年4月6日開始拍攝，至2000年7月13日完成拍攝。

## 花絮
- 本片是池秀媛闊別大銀幕4年後的回歸作。[18][19][20][21][16][17][22][23][24][25][26]
- 池秀媛於片末的全裸激情床戲在韓國成為熱話[27][28][29][30][31][32][33][34][35][36][37][38][39][40][41][42][43]，並憑本片獲得「韓國莎朗·史東」的美譽。[44][45][46][47][48]
- 本片被譽為韓國版《本能》。[49]
- 2000年5月15日，現已停刊的韓國電影雜誌《SCREEN》派遣記者到忠清北道曾坪郡的中央商街天台採訪正在拍攝中的電影劇組成員。當時電影劇組正在拍攝池秀媛（飾演裕真）與具弼祐（飾演Art Lover）在大廈天台上見面的部份。[50]
- 池秀媛共花了兩天時間拍攝電影海報，並在鏡頭前裸露身體長達10多個小時。[51]
- 池秀媛為讓自己在片中的床戲演得更真實，看了電影《快樂到死（朝鲜语：해피엔드 (1999년 영화)）》的錄影帶數十遍。[52]
- 具弼祐表示自己在片中的床戲是「韓國電影中最逼真的床戲」[53]，並因片中的表現而人氣急升。[54][55]
- 本片在2000年9月14日的首映禮上是放映107分鐘版本，但是在9月23日正式公映時卻刪剪15分鐘放映。[1][6][56]
- 另外，本片已肯定曾經拍攝過製作特輯。[57]
- 再者，本片於2001年1月在網站www.nocut.co.kr流出4段未公開場面、拍攝過程及NG片段，其後片段一直在網上流傳直到2007年間，可能還有更多片段未公開。[58][59][60][61]
- 韓國發行的84分鐘錄影帶版本增加3分鐘激情場面。[1]
- 池秀媛在2000年10月號《女性東亞（朝鲜语：여성동아）》雜誌中的個人訪問提及自從1998年客串電影《死不張揚離奇失魂事件（朝鲜语：조용한 가족）》後幾乎沒有電影公司找她拍電影，她表示《迷失誘罪》是沒有選擇餘地才接拍，希望透過本片改變自己過往在電影中的溫婉形象，並期待透過片中的突破性演技獲得大眾的良好評價。[47]
- 現今在市面上發行的DVD也不是完整版。[1]
- 本片在電影官網上公開的預告片、精彩片段、池秀媛和具弼祐的訪問及片中的動畫[62]，除了2004年日本發行的DVD版本有收錄預告片外[63]，其餘在電影官網上公開的片段直到至今仍未收錄於任何一個DVD版本。
- 本片上映後票房不佳[64][65][1]，負責製作本片的電影公司Y2 Cinema在未得到導演尹太勇同意下將93分鐘的戲院公開版剪輯成84分鐘以錄影帶形式銷售[65]，事後引起尹太勇不滿並控告Y2 Cinema[65]，其後獲首爾地方法院判決勝訴。[66][67][3]
- 池秀媛在2007年1月5日的體育報章《體育韓國（朝鲜语：스포츠한국）》個人訪問中表示《迷失誘罪》對她來說是最珍貴的作品。[68]

## 戲院公開版與韓國錄影帶版的相異之處及刪剪片段
本片的戲院公開版為93分鐘，韓國錄影帶版則為84分鐘，當中韓國錄影帶版更將戲院公開版的原有情節大幅刪剪並加插3分鐘激情場面，而被加插的3分鐘激情場面多是源自刪剪片段，僅韓國錄影帶版收錄。另外在提供韓國電影刪剪片段於線上觀看的網站Nocut（노컷）曾發佈本片的4段刪剪片段，4段刪剪片段的內容大部份都是片中被刪的激情場面及床戲，而4段刪剪片段中只有片中的配樂，沒有聲音。由於Nocut現已關站，本片4段刪剪片段僅有其中3段至今仍在韓國網絡上流傳，其餘1段刪剪片段的原檔現已失傳。

### 刪剪片段（韓國錄影帶版）
- 電影開場時裕真與明植做愛的部份被加插刪剪片段延長。[2][69]
- 裕真在家裡的浴室浸浴前脱下浴袍，並在浸浴時小睡醒來後於浴缸轉身時露出右胸乳頭，然後伏臥在浴缸中間沉思。[2][69]
- 裕真在大廈天台上被Art Lover愛撫的部份被加插刪剪片段延長。[2][69]
- 少年與女管家在溫室裡發生關係的部份均被加插刪剪片段延長。[2][69]

### 刪剪片段（Nocut）
- 刪剪片段1：裕真在大廈天台上及在夢境中夢見自己於逃避警察追逐時所藏身的廢棄建築裡被Art Lover愛撫。裕真與明植做愛，完事後全裸躺在床上。裕真在自己的店裡脫下裙子，並開始與Art Lover做愛的前戲和接吻，隨後兩人在店裡的床上做愛。僅脫剩四角褲的Art Lover將裕真的無袖襯衫脫下，同時裕真的右手撫摸Art Lover的左臂，之後全身僅脫剩女式內褲的裕真與全身僅脫剩四角褲的Art Lover一起接吻，Art Lover用雙手撫摸裕真一對已經乳頭勃起的乳房，然後裕真將頭髮撥向自己的左邊並輕輕地將Art Lover推倒在床上並吻其（此時的裕真在床上以女上男下的姿勢與Art Lover接吻）。僅脫剩女式內褲的裕真一邊吻著僅脫剩四角褲的Art Lover，一邊將Art Lover輕輕地推倒在床上並繼續接吻（裕真在床上同樣以女上男下的姿勢與Art Lover接吻），然後裕真吻了Art Lover的鼻子一下，之後兩人再繼續接吻。隨後兩人在床上改變姿勢（男上女下），Art Lover用舌頭舔裕真的鼻子，隨後一起接吻，之後Art Lover吸吮裕真的右胸乳頭，裕真此時吻了Art Lover的額頭一下，隨後Art Lover愛撫（撫摸及揉捏）裕真的一對乳房，裕真的左手同時示意Art Lover將其內褲脫下，隨後Art Lover左手一邊撫摸裕真的右胸乳房，一邊吻著裕真的肚子，右手將裕真的內褲脫下，之後Art Lover繼續愛撫（搓揉）裕真的一對乳房，並一起接吻。裕真在床上以女上男下的姿勢嘗試用嘴及牙齒脫下Art Lover的四角褲，但是因為Art Lover的四角褲褲頭反彈以致未能成功脫下，其後裕真用右手一邊將Art Lover的四角褲脫下，一邊與Art Lover接吻。Art Lover繼續在床上對裕真並行愛撫（吻肚子及揉捏左胸乳房），並一起接吻，隨後Art Lover吸吮裕真的左胸乳頭，並從裕真的胸部一直舔到嘴上，然後一起接吻。全裸躺在店裡床上的裕真一邊接受Art Lover的並行愛撫（揉捏乳房），一邊接吻，一邊做愛。[70]
- 刪剪片段2：全裸躺在店裡床上的裕真剛睜開眼睛就受到Art Lover的並行愛撫（揉捏乳房），隨後裕真吻了Art Lover的脖子一下，再轉身讓Art Lover側入並繼續讓其對自己的右胸乳房進行愛撫（揉捏乳房）。裕真俯臥在床上接受Art Lover愛撫（先後舔、吻背和吸吮耳朵），隨後轉過身來讓Art Lover吸吮其右胸乳頭，然後Art Lover從裕真的胸部一直舔到脖子上。裕真讓Art Lover吸吮和舔其左胸乳頭，之後從裕真的胸部一直舔到臉上並一起接吻，隨後Art Lover再次回到裕真的胸部吸吮其左胸乳頭，並從裕真的胸部一直舔到耳朵上，然後吸吮耳朵。[71]
- 刪剪片段3：在店裡床上做愛的裕真讓Art Lover吸吮和舔其左胸乳頭，之後Art Lover從裕真的胸部一直舔到臉上並一起接吻，隨後Art Lover再次回到裕真的胸部吸吮其左胸乳頭，並從裕真的胸部一直舔到耳朵上，然後吸吮耳朵。裕真與Art Lover在床上改變姿勢（對面坐位）並繼續做愛，裕真將自己的身體靠近讓Art Lover吸吮其左胸乳頭，隨後Art Lover將裕真推倒在床上並吻其下頷和鎖骨位置，然後Art Lover再次吻裕真下頷，同時用右手愛撫（揉捏）裕真的左胸乳房一下，其後裕真因為Art Lover的插入感到痛楚而呻吟了一聲，之後兩人停了下來，Art Lover對裕真進行愛撫（吻遍全身、吸吮左胸乳頭及揉捏左胸乳房）並一起接吻。兩人繼續在店裡的床上做愛直到完事，完事後Art Lover為裕真蓋上被子遮住身體，然後兩人一起接吻（後戲）並躺在床上。最後，全裸的裕真以被子遮住身體坐在店裡的床上。[72]
- 刪剪片段4：原檔已失傳。

## 外部連結
- 電影官方網頁（互聯網檔案館）
- 互联网电影数据库（IMDb）上《迷失誘罪》的资料（英文）
- 韩国电影数据库（KMDb）上《迷失誘罪》的資料
- 迷失誘罪的Facebook專頁
- 迷失誘罪的Instagram帳戶
- 池秀媛於拍攝迷失誘罪時的個人訪問 （页面存档备份，存于）
- 本片於韓國映畫上頁面 （页面存档备份，存于）
- Vanishing Twin: Sisterly Rivalry Continues Even After Death - Koreangrindhouse.blogspot.com （页面存档备份，存于）
- Vanishing Twin (2000) - WilfMovies.com （页面存档备份，存于）
- 배니싱 트윈 - 시네마천국 （页面存档备份，存于）